# Exposició de Roses de Sant Feliu de Llobregat
L'Exposició de Roses de Sant Feliu de Llobregat, també anomenada Exposició Nacional de Roses, és una mostra de roses que se celebra el segon cap de setmana del mes de maig a Sant Feliu de Llobregat. La primera edició va ser el 1928. La mostra s'instal·la des de l'any 2006 en un espai de 15.000 metres quadrats de l'antiga residència del Marquès de Castellbell, el Palau Falguera. S'hi poden observar més de 10.000 roses de 250 varietats diferents entre les d'hivernacle, de jardí i en flor, de procedències diverses. L'activitat, que forma part de les festes de primavera, inclou també activitats culturals i de lleure.

## Història
La primera exposició de flors de Sant Feliu de Llobregat que està documentada fou el 1928 a l'Ateneu Santfeliuenc. L'edició del 2008 va ser la 50 Exposició Nacional de Roses i la 80 Exposició de Roses de la ciutat. Per entendre la història de l'exposició s'ha de parlar de Pere Dot i Martínez (1885 -1976), un roserista català creador de moltes varietats. Ell fou l'impulsor de la primera exposició, tot i que la guerra civil en va interrompre la continuïtat obligant a fer un parèntesi fins a l'any 1949, quan l'Ajuntament cedí l'espai de la Unión Coral per a fer l'exposició. L'any 1957 l'exposició fou declarada nacional. Des del 1996 l'exposició incorpora un espai per a promocionar la plantació i el cultiu de roses.

## Pere Dot

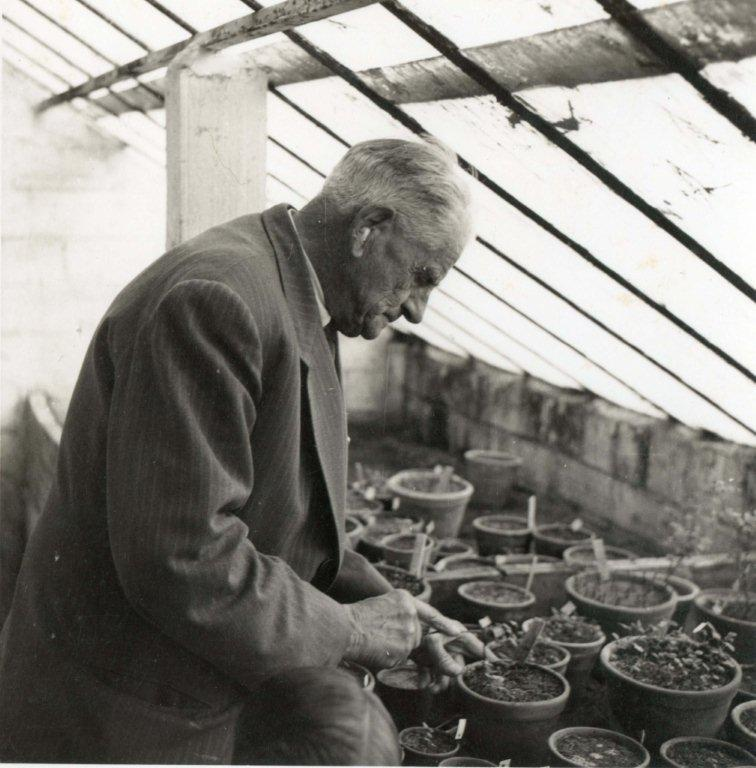
Pere Dot a l'hivernacle del seu viver

Pere Dot tingué un paper destacat en els inicis de l'exposició. La recerca de formes, colors i olors en les roses, així com l'aclimatació dels rosers a la Mediterrània, va estar sempre en el punt de mira de Pere Dot. La seva recerca a través de Pernetianes amb la introducció de nous colors, com el taronja (Ramón Bach,1938; Maria Peral, 1941) i el groc pur (Joaquim Mir, 1940,); el treball amb roses de colors pastel lluminosos (Duquesa de Peñaranda, 1931; Federico Casas,1932, Catalònia, 1931,Angels Mateu, 1934), moltes d'elles bicolors (Condesa de Sàstago, 1932, Golden Sàstago, 1938); i amb H. Remontants (Isabel Llorach, 1929...)Els seus creuments amb; R. Moyesii (Nevada, 1927), Indica mínima (Estrellita de Oro,1940, Perla de Alcanada,1944, Perla de Montserrat,1945....); la creació de la rosa més petita coneguda (Si, 1957); roses Molsoses, amb la introducció del groc en aquesta tipologia (Golden Moss, 1932); híbrids de te (com el trep. Mme Gregoire Staechelin, 1927, Pedro Veyrat, 1933. ....). Tots aquests treballs i l'obtenció de prop de 180 varietats de roses van fer, han fet, de Pere Dot un roserista innovador de projecció internacional. Pere Dot va crear un total de prop de 180 rosers; si a aquests afegim els realitzats pels seus successors, resulta que la família Dot va crear prop d'unes 260 varietats de rosers, alguns dels quals, com el Mme. Gregoiere Staechelin (Spanish Beauty) o el Nevada, van causar sensació; no tan sols per la seva bellesa i qualitat, sinó també per la dificultat d'obtenir-los. N'és un exemple la hibridació de R. Moyesii, qüestió aquesta, mai aconseguida anteriorment.

## La seu actual
El Palau Falguera és un edifici del segle xvii situat a Sant Feliu de Llobregat. Ha estat propietat de les famílies Falguera, els Amat, els Carcer, els Vilallonga. Actualment és un equipament públic que allotja l'escola de música. El 1636 el mercader barceloní Jaume Falguera va adquirir al pagès de Sant Feliu Jaume Rovira dues cases contigües que són l'origen de l'actual palau. Es va mantenir en mans dels Falguera fins a finals del segle xix que va passar al marquesat de Castellbell, en mans de la nissaga dels Amat, els Carcer i els Vilallonga, successivament. Durant la guerra civil espanyola va ser la seu del PSUC, de la UGT i de la "Col·lectiva de Paletes".
Fins a l'any 1988 va continuar essent propietat del marquès de Castellbell.
L'any 1995 la finca fou adquirida per l'Ajuntament de Sant Feliu de Llobregat i reformada per l'arquitecte Lluís Cuspinera per tal de convertir-lo en un equipament cultural públic.